# No Limited Spiral
No Limited Spiral（ノー・リミテッド・スパイラル）は、大阪府で結成された日本のメロディックデスメタルバンド。2009年に結成。
2018年5月に、Pon (G)とNene (B)の脱退を発表。同時に、6月10日の京都でのライヴを最後に無期限活動休止することを発表した。予告通り6月10日のライヴ終了後、無期限の活動休止となった。

## メンバー
- ReN - ボーカル/ギター
  - バンド活動のほか「Re-code the Name（リコード・ザ・ネーム）」名義でのソロ活動を行っていた。
- RuRi - キーボード
- Kegoi - ドラム

### 旧メンバー
- Kxsxk - ボーカル
- Yamato - ギター
- Pon - ギター
- Takeru - ベース
- Nene - ベース

## ディスコグラフィ

### アルバム
- Precode:Slaughter（2014年）
- Into the Marinesnow (2017年)

### シングル
- My Bleeding Legacy (2012年)
- ONYX (2013年)

### EP
- No Limited Spiral (2012年)